# 核糖核酸酶Z
核糖核酸酶Z（Ribonuclease Z、RNase Z、3′ tRNase，在不同生物中的名稱包括ElaC、ZiPD、RNase BN、TRZ1等）是一種參與tRNA生合成的核糖核酸酶，為內切酶，化学式为：C1791H2851O522N481S17Zn2，屬鋅依賴型金屬水解酶，編碼此蛋白的基因於2002年被發現。
tRNA基因轉錄產生tRNA前驅物（pre-tRNA）後，其5′端會被核糖核酸酶P切割，3′端則被核糖核酸酶Z切割，隨後再由CCA tRNA核苷酸轉移酶在其3′端加上CCA三個鹼基，以生成成熟的tRNA。核糖核酸酶Z切割位點下游位點的CC會抑制其切割活性，因此已被加上CCA的成熟tRNA不會再被其切割，此外tRNA前驅物5′端序列的長度也可能影響核糖核酸酶Z切割的活性。
釀酒酵母、大腸桿菌、枯草桿菌、海栖热袍菌等生物的核糖核酸酶Z結構均已被解出。

## 演化與功能
三域生物皆有核糖核酸酶Z，已被定序的所有真核生物與古菌以及許多細菌皆有之，但變形菌門的細菌多不具此酵素。自然界中存在兩型的核糖核酸酶Z，較短的RNase ZS長280至360個氨基酸，見於三域生物；較長的RNase ZL長度約為前者兩倍，在演化上應是由前者經基因重複產生，只見於真核生物。RNase ZS會以二聚體的形式切割tRNA，RNase ZL則是以單體的形式作用，且有研究顯示後者的切割活性比前者的高許多。
脊椎動物與植物以外的真核生物（包括釀酒酵母、粟酒裂殖酵母、黑腹果蠅與秀麗隱桿線蟲等模式生物）經常只有RNase ZL；而同時具有RNase ZL和RNase ZS的生物中兩者在細胞中的位置可能不同，例如模式植物阿拉伯芥分別有兩個RNase ZS與RNase ZL，前者一個位於細胞質，一個位於葉綠體中，後者一個位於細胞核與粒線體，一個僅見於粒線體；釀酒酵母僅有RNase ZL，位於細胞核與粒線體中。
人類的RNase ZL（ELAC2）基因有兩個起始密碼子，可轉錄產生兩種不同的mRNA，其中較長者包含一粒線體導向序列，會被送入粒線體中，負責切割粒線體基因組編碼的tRNA前驅物；較短者則會被送入細胞核中，切割細胞核編碼的tRNA前驅物，除產生成熟tRNA外，也參與tRNA片段（tRNA fragment）的生成，進而影響細胞內各種小RNA量的平衡已知有ELAC2基因的突變與前列腺癌和心肌病變相關。人類的RNase ZS（ELAC1）則位於細胞質中，其功能仍不甚清楚，有研究指其可能參與解決轉譯中核糖體停滯的反應途徑，停滯的核糖體上P位點的tRNA 3′端會被內切酶ANKZF1切割，將與其連結的多肽鏈和末端的CCA鹼基一起移除，造成tRNA最末端的核苷酸形成2′,3′-環磷酸（2′,3′-cyclic phosphate），ELAC1可能可切割此結構，使tRNA重新產生有活性的3′端，得以再被CCA tRNA核苷酸轉移酶作用接上CCA而重新利用。

## 切割其他RNA
除tRNA前驅物外，核糖核酸酶Z可能還可切割其他與tRNA前驅物結構相似的RNA。核糖核酸酶P與核糖核酸酶Z可切割MALAT1（一個長鏈非編碼RNA）的3′端，產生MALAT1相關胞漿小RNA（mascRNA）；另有一3′端和MALAT1高度相似的長鏈非編碼RNAMEN β RNA可能也可被核糖核酸酶P與核糖核酸酶Z切割，產生類似mascRNA的小RNA。阿拉伯芥編碼tRNAGly的基因下游緊接著編碼snoR43家族的snoRNA基因，兩者會共同轉錄成一RNA前驅物，並被核糖核酸酶Z切割，以產生成熟的tRNA與snoRNA。

## 註腳
1. ↑  此機制有許多例外情形，相較於真核生物tRNA末端的CCA皆是轉錄後才加上，許多細菌的tRNA基因末端即編碼CCA，意即tRNA前驅物中具有CCA，但仍可被核糖核酸酶Z以較低的活性切割。海栖热袍菌的核糖核酸酶Z可能不受CCA抑制，可正常切割含有CCA的tRNA前驅物[3][6]。